# Distritos de Viena
Viena é composta de 23 distritos (Bezirke), que, embora cada um tenha seu próprio nome, são numerados por conveniência. 
Legalmente, eles não são distritos no sentido de uma divisão administrativa que denota poder (como os distritos dos estados austríacos), mas uma simples subdivisão da administração da cidade. Entretanto, existem eleições a nível distrital, que confere aos representantes dos distritos algum poder político.
| 1. Innere Stadt (centro da cidade) 2. Leopoldstadt 3. Landstraße 4. Wieden 5. Margareten 6. Mariahilf 7. Neubau 8. Josefstadt 9. Alsergrund 10. Favoriten 11. Simmering 12. Meidling 13. Hietzing 14. Penzing 15. Rudolfsheim-Fünfhaus 16. Ottakring 17. Hernals 18. Währing 19. Döbling 20. Brigittenau 21. Floridsdorf 22. Donaustadt 23. Liesing |

Analisando o código postal, é possível determinar em qual distrito um determinado endereço está localizado: 1XXA - "1" indica Viena, "XX" o número do distrito (com dois dígitos), "A" é o número da agência do correio (irrelevante neste caso, geralmente zero). Exemplo: 1070 para Neubau. Exceções: "1300" para o Aeroporto Internacional de Viena localizado na Baixa Áustria, próximo a cidade de Schwechat, "1400" para o complexo das Nações Unidas, "1450" para o Áustria Center Viena e "1500" para as Forças Austríacas das Nações Unidas.
O número dos distritos reflete aproximadamente a ordem que eles foram incorporados à cidade de Viena. 
- O primeiro distrito é o centro histórico de Viena e representava toda a cidade até meados do século XIX.
- Os distritos 2 a 9 (e o 20, que foi posteriormente separado do distrito 2) são conhecidos como Innenbezirke (distritos internos) e compostos do antigo Vorstädte, que estavam localizados dentro do Linienwall, o segundo círculo de fortificações ao redor de Viena. Atualmente, estes distritos estão localizados dentro do Gürtel.
- Os demais distritos são conhecidos com Außenbezirke (distritos externos) e são o antigo Vororte.